# 柯里維爾 (密蘇里州)
柯里維爾（英語：Curryville）是位於美國密蘇里州派克縣的城市。

## 人口
根據2020年美國人口普查的數據，柯里維爾的面積為0.71平方千米，皆為陸地。當地共有人口197人，而人口密度為每平方千米277人。